# Brigitte Kahl
Brigitte Kahl (* 1950) ist eine deutsche evangelische Theologin und Hochschullehrerin für Neues Testament.

## Leben und Wirken
Kahl wuchs in der DDR auf und erwarb 1968 an einer Erweiterten Oberschule in Karl-Marx-Stadt (heute Chemnitz) ihre Hochschulreife. Anschließend studierte sie Evangelische Theologie an der Universität Leipzig und ab 1970 an der Humboldt-Universität zu Berlin. Dort erwarb sie 1983 mit einer Dissertation über das Lukasevangelium den Grad eines Doktors der Theologie und 1986 mit einer weiteren Arbeit den Titel eines Doktors der Wissenschaften. Ab 1982 arbeitete sie an der Humboldt-Universität als Dozentin für Ökumenische Theologie und Neues Testament. Ab 1990 war sie Vikarin und nach der Ordination 1992 Pastorin der Berlin-Brandenburgischen Kirche. 1997 erhielt Kahl eine Berufung auf eine Professur für Bibelwissenschaften an der Universität Paderborn. Schon im folgenden Jahr wechselte sie auf einen Lehrstuhl für Neues Testament am Union Theological Seminary in the City of New York. 2004 wurde sie zusätzlich Associate Professor in der Abteilung Religion der Columbia University in New York City.
Kahl war 1989 an der Gründung des Zentrums für interdisziplinäre Frauenforschung in Berlin beteiligt, nahm Ansätze der sogenannten Feministischen Theologie, insbesondere von Luise Schottroff, auf und forschte unter anderem zur Frage der Geschlechterrollen in den urchristlichen Schriften. Für die 2006 erschienene Bibel in gerechter Sprache übersetzte sie den Galaterbrief, dem sie auch eine Monographie widmete, der das Denken des Apostels Paulus aus befreiungstheologischer Perspektive neu erschließt. Einen besonderen Schwerpunkt bildete zuletzt die Ikonographie des Römischen Imperiums.
Kahl war Mitglied der Christlichen Friedenskonferenz und gehörte dessen DDR-Regionalausschuss an. Seit 2014 ist sie Mitglied der Leibniz-Sozietät der Wissenschaften zu Berlin. Deren Präsident Rainer E. Zimmermann trat nach einer harten Kritik an ihrem Buch von 2010 im Jahr 2020 zurück.

## Schriften
- Traditionsbruch und Kirchengemeinschaft bei Paulus. Evangelische Verlagsanstalt, Berlin 1976 (Lizenzausgabe Calwer Verlag, Stuttgart 1977).
- Aufgestanden gegen den Tod. Eine ökumenische Oster-Anthologie. Union-Verlag, Berlin 1984 (Lizenzausgabe Burckhardthaus-Laetare-Verlag, Offenbach/M. 1987).
- Bibelauslegung im Kontext der Befreiung. „Theologie und Praxis“ als systematisch-theologisches, politisch-ethisches und exegetisch-methodisches Problemfeld am Beispiel der „lecture matérialiste“ Fernando Belos. Dissertation B, Humboldt-Universität 1986 (nicht veröffentlicht).
- Armenevangelium und Heidenevangelium-. „Sola scriptura“ und die ökumenische Traditionsproblematik im Lichte von Väterkonflikt und Väterkonsens bei Lukas. Evangelische Verlagsanstalt, Berlin 1987 (zugleich Dissertation 1983).
- (als Hrsg. mit Jan Rehmann) Muss ein Christ Sozialist sein? Nachdenken über Helmut Gollwitzer. Argument-Verlag, Hamburg 1995.
- Nicht mehr männlich? Gal 3,28 und das Streitfeld Maskulinität. In: Claudia Janssen, Luise Schottroff, Beate Wehn (Hrsg.): Paulus: Umstrittene Traditionen, lebendige Theologie. Eine feministische Lektüre. Gütersloher Verlagshaus, Gütersloh 2001, ISBN 9783579053189 (ISBN 3579053183), S. 129–145.
- Kreuz, biblisch. In: Elisabeth Gössmann et al. (Hrsg.): Wörterbuch der Feministischen Theologie. 2. vollständig überarbeitete Auflage, Gütersloh 2002, S. 350–353.
- Galaterlektüre am Großen Altar von Pergamon. In: Texte und Kontexte, Heft 4/2006, S. 3–23.
- Galatians Re-Imagined: Reading with the Eyes of the Vanquished. Fortress Press, Minneapolis 2010.
- Paulus und das Gesetz im Galaterbrief: Römischer Nomos oder jüdische Torah? In: Ulrich Duchrow, Carsten Jochum-Bortfeld (Hrsg.): Befreiung zur Gerechtigkeit (= Radicalizing Reformation/Die Reformation radikalisieren, Bd. 1). LIT Verlag, Berlin 2015, S. 78–109.
- Juden, Muslime und Palästinenser. In: Ulrich Duchrow, Hans G. Ulrich (Hrsg.): Religionen für Gerechtigkeit in Palästina-Israel. Jenseits von Luthers Feindbildern (= Die Reformation radikalisieren/Radicalizing reformation, Bd. 7)  Dritte, aktualisierte Auflage, Verlag Stiftung Hirschler, Otterstadt/Speyer 2020, S. 51–89.